# Generation Null
Generation Null ist ein Album der deutschen Rapper MontanaMax (Max Mönster) und Shiml (Jan Viohl). Es erschien am 26. November 2010 über das Independent-Label Selfmade Records. 

## Hintergrund
Die Bremer MontanaMax und Shiml veröffentlichten im Jahr 2005 mit Nach uns der Rest ihr erstes gemeinsames Album. Shiml unterschrieb im Folgenden seinen ersten Künstlervertrag bei dem Hip-Hop-Label Selfmade Records, über das er 2006 das Album Hinterm Horizont und 2009 Im Alleingang veröffentlichte. Auch MontanaMax nahm mit Einzelkind und Maximilian zwei Soloalben auf. Im Oktober 2009 kam es zur Trennung zwischen Shiml und Selfmade Records. Der Rapper hatte sein parallel zur Musikertätigkeit laufendes Studium abgeschlossen und entschied sich zu einer beruflichen Neuorientierung. Trotz fehlender vertraglicher Bindung an ein Musiklabel gab Shiml jedoch an, weiterhin Musik aufnehmen zu wollen.
Im März 2010 begannen einige Medien über ein gemeinsames Album von Shiml und MontanaMax zu spekulieren, nachdem beide eine gemeinsame Facebook-Seite erstellt hatten. Die offizielle Ankündigung des Albums erfolgte Mitte Oktober 2010. Als Plattform zur Veröffentlichung konnte Selfmade Records gewonnen werden.
Die beiden Rapper knüpften die Zusage für die Veröffentlichung über Selfmade Records an die Bedingung, dass das Label die endgültige Fassung des Albums akzeptiert und auch die gemeinsame Homepage der Rapper sowie das selbstständig konzipierte Artwork übernimmt.

## Konzept
Die Bezeichnung „Generation Null“ kommt ursprünglich aus Spanien, wo sie für Jugendliche genutzt wird, die trotz einer abgeschlossenen Ausbildung oder eines Hochschulabschlusses keine Chance auf dem Arbeitsmarkt haben. Shiml und MontanaMax sowie zahlreiche Personen aus dem Bekanntenkreis der beiden Rapper befinden sich laut MontanaMax in einer vergleichbaren Situation. Der Titel Generation Null beschreibe das Konzept des Albums. Es sei eine „Momentaufnahme“ des Lebens der beiden Künstler und entstand in einer Phase eines Selbstfindungsprozesses. Damit die Musik authentisch ist, verzichten Shiml und MontanaMax auf die Stilrichtung Battle-Rap und die Verwendung von Punchlines.

## Titelliste

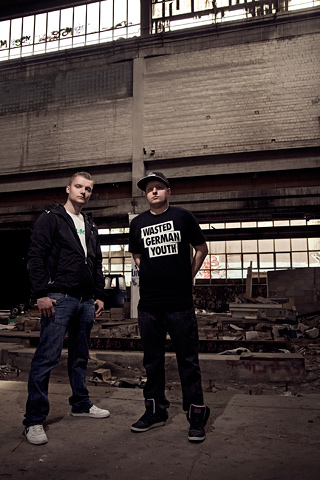
Die Hip-Hop-Musiker Shiml und MontanaMax

| #   | Titel                                   | Produzent | Länge |
| --- | --------------------------------------- | --------- | ----- |
| 1.  | So wie ihr                              | The Gunna | 3:33  |
| 2.  | Randale                                 | The Gunna | 3:25  |
| 3.  | Generation Null (feat. Marsimoto)       | The Gunna | 3:32  |
| 4.  | Lass mich los                           | The Gunna | 3:43  |
| 5.  | Schwarz                                 | The Gunna | 3:23  |
| 6.  | Nirgendwohin                            | The Gunna | 3:43  |
| 7.  | Sag bescheid                            | The Gunna | 4:10  |
| 8.  | Zwölfzehn (feat. Flipstar & Too Strong) | The Gunna | 4:22  |
| 9.  | 82 Millionen                            | The Gunna | 3:02  |
| 10. | Stillstand                              | The Gunna | 5:26  |
| 11. | Achtzehn                                | The Gunna | 3:18  |
| 12. | Scherben                                | The Gunna | 3:22  |

## Produktion
Die Produktion des Albums wurde komplett von The Gunna übernommen. Eine Hälfte der Stücke wurde musikalisch mit Samples umgesetzt. Für die restlichen Lieder wurde komplett auf Samples verzichtet. Die Melodien dieser Songs wurden mit Instrumenten eingespielt.

## Vermarktung
Mitte Oktober wurde als erstes Lied des Albums Schwarz veröffentlicht. Dieses wurde kostenlos im Internet zur Verfügung gestellt. Anfang November folgte ein Snippet, in dem die Stücke des Albums angespielt werden. Der Titel Randale wurde als Video umgesetzt und am 17. November veröffentlicht.

## Kritik
Das deutsche Hip-Hop-Magazin Juice bezeichnete Generation Null als „sympathisches“ und „musikalisch […] ansprechendes Werk“. Im Gegensatz zu Shimls ehemaligen Labelkollegen, deren Musik sich durch „Aufschneidereien und Pöbeleien“ auszeichnet, haben die beiden Rapper auf ihrem gemeinsamen Album Themen verarbeitet, die sie im Leben bewegen. 82 Millionen behandele soziale Missstände in Deutschland und das Titellied Generation Null gehe als Rollenspiel durch. Auch der Einsatz von Marsimoto wird als passend eingesetzt gelobt. Negative Kritik findet der Redakteur bezüglich der „ein oder andere[n] […] zu weinerliche[n] Nummer.“ Auch Randale sei nicht glücklich platziert.